# Valcheta (kommunhuvudort i Argentina)
Valcheta är en kommunhuvudort i Argentina.   Den ligger i provinsen Río Negro, i den södra delen av landet, 900 km sydväst om huvudstaden Buenos Aires. Valcheta ligger 185 meter över havet och antalet invånare är 3 596.
Terrängen runt Valcheta är platt. Trakten runt Valcheta är nära nog obefolkad, med mindre än två invånare per kvadratkilometer..
Omgivningarna runt Valcheta är i huvudsak ett öppet busklandskap.